# Francisco de León Garabito
Francisco de León Garabito y Hernández (o Fernández) de Villalobos (Sevilla, 1541-Lima, 28 de febrero de 1629) fue un jurista y maestro andaluz establecido en el Virreinato del Perú.

## Biografía
Sus padres fueron el capitán Diego de León Garabito, conquistador de Nueva Granada, y la dama sevillana Isabel Fernández de Villalobos y Montoya. Cursó sus primeros estudios en Sevilla, y luego se trasladó a la Universidad de Salamanca, donde optó grado de Doctor en Leyes.
Se trasladó a Lima (1571), donde consagrado al foro, alcanzó prestigio y fortuna. Nombrado asesor del cabildo y regidor perpetuo de la ciudad (17 de diciembre de 1578), fue honrado con el cargo de alférez real y varios virreyes apelaron a su consejo.
Solicitado por la Universidad de San Marcos para sustituir a catedráticos de leyes que obtenían licencia, se le cuenta entre los fundadores de los estudios respectivos, regentando sucesivamente las cátedras de Instituta (1576), Vísperas de Leyes (22 de noviembre de 1599) y Prima de Leyes (1609). Elegido rector, imprimió las Constituciones (1602) con un prólogo dirigido al claustro, doctores y maestros.
Además de su labor académica, ejerció las funciones de alcalde mayor de la Casa de Moneda (desde 1592).
Contrajo matrimonio el 9 de octubre de 1619 con Feliciana Enríquez de Guzmán, la célebre dramaturga y poeta, de la cual hay documentación sobre su viaje a Perú.
Murió en 1629 al no poderse recuperar de la caída de un caballo.

## Matrimonio y descendencia
Contrajo matrimonio en Lima con la sevillana Isabel de Illescas Zambrano, con la cual tuvo una extensa prole:
- Antonio de León Garabito, regidor perpetuo del Cabildo de Lima y corregidor de Chumbivilcas.
- Andrés de León Garabito, oidor indiano y Gobernador del Paraguay.
- Jacinto de León Garabito S.J., rector de varios colegios jesuitas y autor de escritos sobre Estanislao Kostka y Juan de Alloza.
- Miguel, presbítero.
- Agustín, Lucas de León Garabito, religiosos dominicos.
- Casilda, Eufrasia e Isabel de León Garabito, monjas.

| Predecesor: Juan Velásquez de Ovando | Rector de la Universidad de San Marcos 1601 - 1602 | Sucesor: Miguel de Salinas |